# Daniel Santbech
Daniel Santbech (fallecido en 1561) fue un matemático y astrónomo holandés. Adoptó el nombre latinizado de Noviomagus, posiblemente sugiriendo que provenía de la ciudad de Nimega, denominada Ulpia Noviomagus Batavorum por los romanos.

## Semblanza
En 1561, Santbech compiló una edición de los trabajos de Regiomontanus (1436-1476), De triangulis planis et sphaericis libri quinque (publicado por primera vez en 1533) y Compositio tabularum sinum recto, así como sus propias obras Problematum astronomicorum et geometricorum sectiones septem. Fue publicado en Basilea por Henrich Petri y Petrus Perna.
El trabajo de Santbech versó sobre sus estudios de astronomía, relojes de sol, agrimensura, y nivelación para cursos de agua. También incluía descripciones de instrumentos astronómicos, información para exploradores y geógrafos, e información general sobre astronomía en los primeros años posteriores a Nicolás Copérnico.
También estudió el tema de las armas de fuego y la balística, como discurso teórico por un lado y como aplicación práctica para la guerra por otro. Utilizó fundamentos de geometría, con amplias referencias a Euclides y Tolomeo. Parece que Santbech no llegó a conocer estudios similares realizados por el italiano Niccolò Fontana Tartaglia.
El texto de Santbech incluía ilustraciones teóricas de las trayectorias de los proyectiles, descritas para ángulos muy agudos mediante segmentos en ángulo recto, diseñando triángulos rectángulos cuyas dimensiones calculaba utilizando una tabla de senos. Santbech era plenamente consciente de que la trayectoria real de una bala de cañón no constaría de una línea recta y de una bajada repentina, pero estas representaciones las utilizaba para apoyar sus cálculos matemáticos.
En 1651, Riccioli dio Santbech nombre al cráter Santbech en la Luna.

## Eponimia
- El cráter lunar Santbech lleva este nombre en su memoria.[1]